# Vasárnapi regények
A Vasárnapi regények a budapesti Hírlapkiadó Vállalat ponyvaregény sorozata volt, amelynek keretében tizenkét kisregény jelent meg 1957-ben. A köteteket a Budapesti Lapnyomda nyomtatta.
A sorozat kiadványai a szerzők és műveik tekintetében, de külső megjelenésre, méretre (15 cm x 11 cm), terjedelemre (64 oldal) is a két világháború közötti időszak legismertebb ponyvasorozatára, a Világvárosi Regények sorozatra emlékeztet. A könyvsorozat emblémája, az ovális, pecsétlenyomatra emlékeztető embléma benne a sorozatcímmel és az ár: 1,50 forint feltüntetésével szintén a felszabadulás előtti sorozatéra hasonlít.

## A sorozat kötetei
- 1. P. Howard (Rejtő Jenő): Szép kis üzlet!,[1] 63 oldal
- 2. Fedor Ágnes: A primadonna feltámadása, 62 oldal
- 3. Erdődy János: Vőlegényem, a gengszter,[2] 64 oldal
- 4. Gombó Pál: A mama kerestetik!, 63 oldal
- 5. P. Howard (Rejtő Jenő): Legény a talpán,[3] 63 oldal
- 6. Mikes György: A félmilliós lány, 64 oldal
- 7. Tabi László: Isten veled, Klára!,[4] 63 oldal
- 8. Zolnay Vilmos: Gyilkos játék, 64 oldal
- 9. Örkény István: Nehéz napok, 63 oldal
- 10. Királyhegyi Pál: A ház közbeszól, 64 oldal
- 11. Kellér Andor: Negyven hotelszoba,[5] 64 oldal
- 12. Balázs Sándor: Élve vagy halva!, 64 oldal